# Summit Park
Summit Park és una concentració de població designada pel cens dels Estats Units a l'estat de Utah. Segons el cens del 2000 tenia 6.597 habitants.

## Demografia
Segons el cens del 2000, Summit Park tenia 6.597 habitants, 2.241 habitatges, i 1.747 famílies. La densitat de població era de 117,4 habitants per km².
Dels 2.241 habitatges en un 47,1% hi vivien nens de menys de 18 anys, en un 70,2% hi vivien parelles casades, en un 4,4% dones solteres, i en un 22% no eren unitats familiars. En el 15,3% dels habitatges hi vivien persones soles el 0,8% de les quals corresponia a persones de 65 anys o més que vivien soles. El nombre mitjà de persones vivint en cada habitatge era de 2,94 i el nombre mitjà de persones que vivien en cada família era de 3,33.
Per edats la població es repartia de la següent manera: un 32,4% tenia menys de 18 anys, un 5,6% entre 18 i 24, un 36,7% entre 25 i 44, un 23,1% de 45 a 60 i un 2,2% 65 anys o més.
L'edat mediana era de 35 anys. Per cada 100 dones de 18 o més anys hi havia 106,2 homes.
La renda mediana per habitatge era de 88.477 $ i la renda mediana per família de 96.194 $. Els homes tenien una renda mediana de 70.527 $ mentre que les dones 35.403 $. La renda per capita de la població era de 37.941 $. Entorn del 0,4% de les famílies i l'1,3% de la població estaven per davall del llindar de pobresa.

## Poblacions més properes
El següent diagrama mostra les poblacions més properes.